# Atoka (Oklahoma)
Atoka is een plaats (city) in de Amerikaanse staat Oklahoma, en valt bestuurlijk gezien onder Atoka County.

## Demografie
Bij de volkstelling in 2000 werd het aantal inwoners vastgesteld op 2988.
In 2006 is het aantal inwoners door het United States Census Bureau geschat op 3035, een stijging van 47 (1,6%).

## Geografie
Volgens het United States Census Bureau beslaat de plaats een oppervlakte van
22,0 km², waarvan 21,8 km² land en 0,2 km² water.

## Plaatsen in de nabije omgeving
De onderstaande figuur toont nabijgelegen plaatsen in een straal van 20 km rond Atoka.

## Geboren
- Lowell Fulson (1921-1999),  rhythm-and-bluesgitarist en -componist